# Caramagna (torrente)
Il Caramagna è un torrente che scorre nella provincia di Alessandria. Affluente di destra della Bormida, raccoglie le acque di una breve valle appenninica.

## Percorso
Il torrente nasce a circa 500 m s.l.m. presso la chiesa della Madonnina in frazione Bandita di Cassinelle. 
Scendendo verso sud raccoglie diversi rii dalle due sponde arrivando a lambire il centro comunale di Prasco, nei pressi del quale avviene la confluenza da destra del maggiore affluente, il rio Pobiano. Dopo essere stato scavalcato dalla ferrovia Asti-Genova il Caramagna esce poi nel solco principale della Valle Bormida e si getta infine nella Bormida a 126 metri di quota, nel punto dove convergono i confini di Morsasco, Visone e Strevi.

## Affluenti principali
- Rio Pobiano: nasce nei pressi del centro comunale di Cassinelle e scendendo verso sud raccoglie le acque del versante occidentale della collina di Cremolino; confluisce da destra nel Caramagna presso Prasco.
- Rio della Tina (3,9 km di lunghezza[1]): affluente di sinistra del Caramagna vi confluisce da sinistra a circa 160 metri di quota dopo avere drenato una breve valletta collinare.